# 巨大陰茎
巨大陰茎とは、医学用語で、解剖学的に異常に大きなペニスのことである。
同義語に、マクロファルス、メガロペニスなどがある。
その反対はマイクロペニスと呼ばれる。
新生児では、ペニスの長さが年齢の平均値よりも標準偏差で2.5以上大きいと、異常に大きいと考えられる。

## 原因
背景にある原因は、通常、血漿中のテストステロン濃度の異常な上昇であるが、単独の異常として起こることもある。
いくつかの症候群では、巨大陰茎が生じることがある。
- バナヤン・ライリー・ルバルカバ症候群（英語版）
- 進行性リポジストロフィー
- ロバーツ症候群（英語版）
- Lenz小眼球症候群（英語版）
- ベックウィズ・ヴィーデマン症候群（英語版）

## 臨床症状
臨床的特徴は異常に大きい陰茎で、出生時または出生後まもなく、常に思春期前に発症する。

## 文献
- D. Dayal, A. K. Bhalla: Cut-offs for stretched penile length in neonates. In: Indian journal of endocrinology and metabolism. Band 19, Nummer 1, 2015 Jan–Feb, S. 189, doi:10.4103/2230-8210.146882, PMID 25593854, PMC 4287772.
- A. A. Kassim, H. Umans, R. L. Nagel, M. E. Fabry: Megalophallus as a sequela of priapism in sickle cell anemia: use of blood oxygen level-dependent magnetic resonance imaging. In: Urology. Band 56, Nummer 3, September 2000, S. 509, PMID 10962334.
- M. A. Sabry, D. Obenbergerova, R. Al-Sawan, Q. A. Saleh, S. Farah, S. A. Al-Awadi, T. I. Farag: Femoral hypoplasia-unusual facies syndrome with bifid hallux, absent tibia, and macrophallus: a report of a Bedouin baby. In: Journal of medical genetics. Band 33, Nummer 2, Februar 1996, S. 165–167, PMID 8929957, PMC 1051846 (Review).